# Salad Days (filme)
Salad Days: A Decade of Punk in Washington, DC (1980-90) é um documentário escrito e dirigido por Scott Crawford.[carece de fontes?] Lançado em 19 de dezembro de 2014, o filme, que é financiado através do Kickstarter, apresenta os pioneiros da cena hardcore punk de Washington, D.C. ao longo de uma década (1980-1990) incluindo Minor Threat, Fugazi, Bad Brains, Government Issue, Youth Brigade, Teen Idles, Rites of Spring, entre outros.

## Sinopse
O documentário retrata o crescimento e os aspectos sociais, culturais e políticos que influenciaram a cena hardcore punk em Washington, D.C. O filme exibe inúmeras gravações de vídeo e fotos do movimento hardcore, além de entrevistas com músicos das bandas pioneiras do hardcore punk.

## Entrevistas
Os entrevistados são (em ordem de aparição):
- Ian Mackaye da Fugazi, ex-integrante da Teen Idles, Minor Threat e co-fundador da Dischord Records
- Henry Rollins da Rollins Band, ex-integrante da Black Flag e State of Alert
- Mark Sullivan ex-integrante da Kingface
- Sab Grey da Iron Cross
- Bert Queiroz ex-integrante da Untouchables, Youth Brigade e Second Wind
- Thurston Moore da Sonic Youth
- Alec MacKaye ex-integrante da Untouchables, The Faith e Ignition
- Dante Ferrando ex-integrante da Iron Cross, Ignition e Gray Matter
- Danny Ingram ex-integrante da Youth Brigade, Madhouse and Strange Boutique
- Nathan Strejcek ex-integrante da The Teen Idles e Youth Brigade
- Skip Groff produtor da Y&T Records e Limp Records
- Don Zientara produtor da Inner Ear Studios
- Jeff Nelson ex-integrante da The Teen Idles, Minor Threat, Three e co-fundador da Dischord Records
- Cynthia Connolly fotógrafa
- Kenny Inouye ex-integrante da Marginal Man
- J Mascis da Dinosaur Jr.
- Jenny Toomey ex-integrante da Tsunami, Grenadine e co-fundadora da Simple Machines Records
- Mark Robinson ex-integrante da Unrest e fundador da TeenBeat Records
- Scott Crawford cineasta e jornalista
- Bubba DuPree ex-integrante da Void
- Jason Farrell da Swiz
- Dody DiSanto co-fundadora da 9:30 Club
- Fred Armisen ator, comediante e ex-integrante da Trenchmouth
- Brian Baker da Bad Religion, ex-integrante da Minor Threat e Dag Nasty
- John Stabb ex-integrante da Government Issue
- Boyd Farrell ex-integrante da Black Market Baby
- Mike Dolfi ex-integrante da Black Market Baby
- George Pelecanos romancista e roteirista
- Mark Haggerty ex-integrante da Iron Cross e Gray Matter
- Michael Hampton ex-integrante da State of Alert, The Faith, Embrace e One Last Wish
- Tom Berard entusiasta da cena
- Nicole Thomas ex-integrante da Fire Party
- Tom Sherwood repórter e autor
- Jessica Kane entusiasta da cena
- Andre "White Boy" Johnson da Rare Essence
- Bobby Sullivan ex-integrante da Soulside e Lunchmeat
- Stuart Casson ex-integrante da The Meatmen e Dove
- Tim Kerr ex-integrante da Big Boys
- Steve Hansgen ex-integrante da Minor Threat e Second Wind
- Steve Niles ex-integrante da Gray Matter e Three
- Joey Aronstamm ex-integrante da Holy Rollers
- Onam Ben-Israel (formerly Tomas Squip) ex-integrante da Red C, Beefeater e Fidelity Jones
- Monica Richards ex-integrante da Madhouse e Strange Boutique
- Sharon Cheslow ex-integrante da Chalk Circle e BMO
- Amy Pickering ex-integrante da Fire Party
- Mark Andersen autor e ativista
- Brendan Canty ex-integrante da Fugazi e Rites of Spring
- Skeeter Thompson ex-integrante da Scream
- Tom Lyle ex-integrante da Government Issue
- J. Robbins da Office of Future Plans, ex-integrante da Government Issue e Jawbox
- Damon Locks ex-integrante da Trenchmouth
- Jon Jolles entusiasta da cena
- Jim Saah fotógrafo e cineasta
- Meghan Adkins ex-integrante da Special K
- Geoff Turner ex-integrante da Gray Matter
- Chris Thomson ex-integrante da Lunchmeat e Ignition
- Scott McCloud ex-integrante da Lunchmeat e Soulside
- Dave Grohl da Foo Fighters, ex-integrante da  Scream e Nirvana
- Chris Page ex-integrante da Mission Impossible
- Peter Stahl ex-integrante da Scream
- Franz Stahl ex-integrante da Scream e Foo Fighters
- Steve Polcari ex-integrante da Marginal Man e Artificial Peace
- Jim Spellman jornalista e ex-integrante da High Back Chairs e Velocity Girl
- Andy Rapoport ex-integrante da Kingface
- Craig Wedren ex-integrante da Shudder to Think
- Kim Coletta ex-integrante da Jawbox
- Joe Lally ex-integrante da Fugazi

## Músicas do filme
- "Me and You" - Egghunt
- "What a Boy Can't Do" - Slickee Boys
- "Don't Bother Me" - Bad Brains
- "Kill the Kids" - Slinkees
- "Never Mind" - White Boy
- "Pressure's On" - Red C
- "Banned in DC" - Bad Brains
- "Nic Fit" - Untouchables
- "Its About Time We Had A Change" - Youth Brigade
- "Teen Idles" - Teen Idles
- "Teen Love" - No Trend
- "Public Defender" - SOA
- "Who Cares" - Slinkees
- "All Ages Show" - Dag Nasty
- "Gotta Tell Me Why" - Slickee Boys
- "Repulsion" - Madhouse
- "Death of a Friend" - Double-O
- "Teenage Rebel" - The Avengers
- "Suburban Wasteland" - Artificial Peace
- "Building" - Embrace
- "Bet You Never Thought" - Scream
- "Came Without Warning" - Scream
- "Baby" - Soulside
- "DC Groove" - Static Disruptors
- "Bang on the Drum" - Scream
- "Throttle" - Ignition
- "Flannery" - Dain Bramage
- "Crawl" - Kingface
- "Lie" - Swiz
- "Summertime Train" - Shudder to Think
- "Take it Back" - Gray Matter
- "Straight Edge" - Minor Threat
- "Who Are You" - Void
- "Torn Apart" - Marginal Man
- "Double Image" - Marginal Man
- "Forever Gone" - Marginal Man
- "Bulldog Front" - Fugazi
- "Into Your Shell" - Mission Impossible
- "Aware" - Faith
- "World at War" - Black Market Baby
- "Youth Crimes" - Black Market Baby
- "Caring Line" - Government Issue
- "Jaded Eyes" - Government Issue
- "Swann Street" - 3
- "Freezer Burn" - Jawbox
- "Funk Off" - Big Boys
- "Salad Days" - Minor Threat
- "I Could Puke" - White Boy